# 평사도법

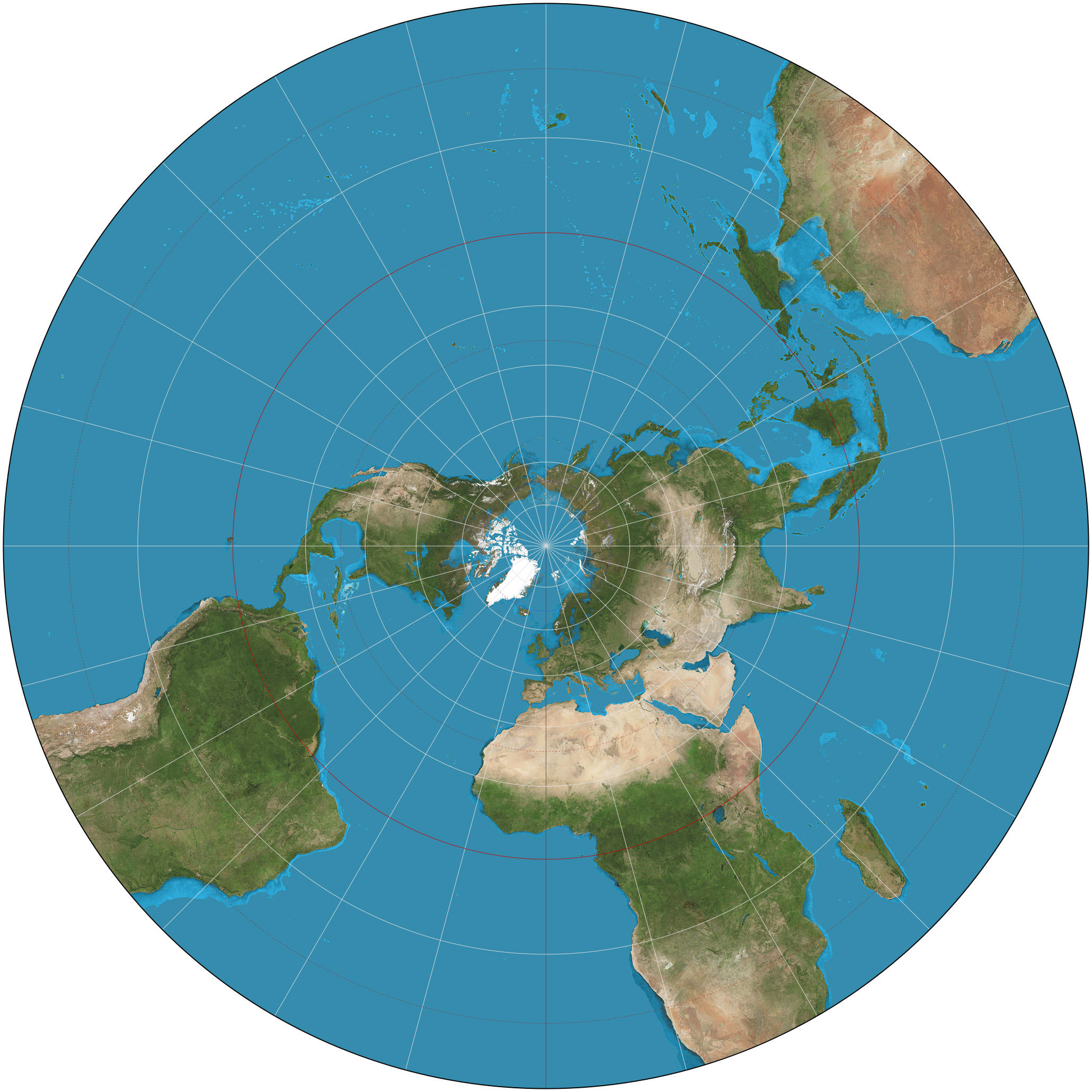

평사도법(平射圖法, stereographic projection)은 지도 투영법에서 극사영을 부르는 말로 정각도법이다. 타원체에 맞게 변형한 것을 포함한다.

## 공식
극을 투영 원점으로 삼았을 때, 위도를 {\displaystyle \phi }, 지도상의 거리를 {\displaystyle r}이라 하면 다음과 같이 주어진다.
{\displaystyle r=2(\sec \phi -\tan \phi )}

### 증명
정각성에 의해 다음이 성립한다.
{\displaystyle -{\frac {d\phi }{\cos \phi \,d\lambda }}={\frac {dr}{r\,d\lambda }}}
{\displaystyle {\frac {dr}{r}}=-\sec \phi \,d\phi }
{\displaystyle \log r=\log(\sec \phi -\tan \phi )+C}
이제 {\displaystyle C}를 구하면 된다. 투영 원점 근처에서는 길이가 보존되어야 하므로, {\displaystyle r'({\frac {\pi }{2}})=-1}이다.
위의 식에서 {\displaystyle {\frac {dr}{d\phi }}=e^{C}({\sec \phi \tan \phi -\sec ^{2}\phi })} 이므로,
{\displaystyle -1=r'({\frac {\pi }{2}})=\lim _{\phi \to {\frac {\pi }{2}}^{-}}e^{C}({\sec \phi \tan \phi -\sec ^{2}\phi })=e^{C}\lim _{\phi \to {\frac {\pi }{2}}^{-}}{\frac {\sin \phi -1}{\cos ^{2}\phi }}=-{\frac {e^{C}}{2}}}
따라서 {\displaystyle e^{C}=2} 가 된다.